# Vincze Lajos (katonatiszt)
Vitéz Vincze Lajos (Lugos, 1898. július 22. – Buffalo (NY, USA), 1961. augusztus 14.) magyar hivatásos katonatiszt, magyar királyi vezérkari ezredes, cserkészcsapattiszt. 1928-ig a Mohiló családi nevet viselte örökbefogadói révén.

## Életútja
Korán árvaságra jutott, előbb édesapja, Vincze János, majd édesanyja, Bräyer Karolin is elhunyt, így örökbefogadó szülőkhöz került, akik nevükre vették, a Mohiló családi nevet egészen 1928-ig viselte.
Középiskolai tanulmányait Lugoson a Főgimnáziumban, katonai tanulmányait Budapesten a Magyar Királyi Honvéd Ludovika Akadémián majd Bécsújhelyen a Theresianum Katonai Akadémián végezte.
Tényleges katonai szolgálatát 1917. augusztus 17-én, a Császári és Királyi Hadsereg 46. gyalogezredében kezdte meg hadnagyi rangban. Ennek az egységnek a kötelékében harcolt az 1. Világháborúban az olasz fronton. 1918. június 15-én a Montello-csatában az első csatasorban tanúsított kiemelkedő bátorságáért felterjesztették a III. osztályú Katonai Érdemkereszt hadiékítménnyel és kardokkal kitüntetésre, amelyet 1918. október 26-án kapott meg és november 1-vel főhadnaggyá léptették elő.
Ezt követően a Magyar Királyi Honvédség békéscsabai gyalogezredében, majd 1926-tól a 10. honvéd gyalogezredében teljesített szolgálatot. 1927. május 1-től százados, 1928-ban végzett a Hadiakadémia vezérkari képzésén, ezt követően a 6. vegyesdandár parancsnokságán szolgált Debrecenben.
1928-ban az addig viselt örökbefogadói Mohiló családi nevet visszaváltoztatta az eredeti Vincze családi névre.
1931-től vezérkari szolgálatot teljesített a "Bocskay István" 11. hajduezredben Debrecenben.
A katonai hivatás mellett a tevékeny részt vett a cserkészmozgalomban. 1931 nyarán tagja volt a magyar küldöttségnek a YMCA Clevelandben (OH, USA) tartott 20. világkongresszusán, 1933 augusztusában a gödöllői 4. Cserkész Világtalálkozó (Jamboree) IX. altáborának helyettes parancsnoka volt, amiért Fehér szarvas érmet adományoztak neki. 1934 nyarán a Rigában (Lettország) megrendezett III. lett nemzeti cserkésztáborban járt magyar delegációban vett részt, továbbá számos cserkész táborozás vezetésében működött közre bel- és külföldön.
1933-ban a Honvédelmi Minisztérium 3/c (műszaki anyagi ügyek) osztályán dolgozott, majd 1934-től vezérkari szolgálatot látott el az 1. vegyesdandár parancsnokságán Budapesten.
1934-ben avatták vitézzé.
1936-ban őrnaggyá léptették elő. Oktatói munkássága részeként korábban a debreceni Magyar Királyi Gazdasági Akadémia katonai szakelőadója volt, 1937-ben a Magyar Királyi Honvéd Ludovika Akadémia I. főcsoportjához osztották be, ahol harcászatot oktatott, ellátta az általános katonai tudományok helyettes vezetői feladatait és a Leventekörök munkájában is tevékeny részt vett. 1938-ban alezredes lett.
1939-ben a Magyar Királyi Honvédelmi Minisztérium által szolgálattételre beosztva a Földművelésügy Minisztérium Elnöki főosztály 1/b országmozgósítási alosztályán dolgozott, 1940-ben főnöke volt a Közellátási Minisztérium Elnöki főosztályának, 1942-ben a Magyar Királyi Honvédség kassai 4. gépkocsizó lövészzászlóaljának parancsnoka volt, majd augusztustól a Honvédelmi Minisztérium 10. (legénységi ügyek) osztályát vezette.
1942. március 30-i ranggal a Magyar Királyi Honvédség vezérkari ezredesévé nevezték ki.
1944 nyarán és őszén harctéri szolgálatot látott el Delatyn, Mikuliczyn és Orosháza térségében, 1945 januárjában hadibeosztásként a 2. honvédkerület parancsnokságára helyezték Magyaróvárra.
Pályafutása során számos parancsnoki dicséretben részesült széleskörű szaktudásnak, kiemelkedő vezetői és szervezői képességeinek köszönhetően.
A 2. Világháborút követően Buffaloban (NY, USA) telepedett le, itt hunyt el 63 éves korában.

## Kitüntetései (válogatás)

#### Magyar kitüntetései(viselési sorrendben)
- A Magyar Érdemrend lovagkeresztje (1940. december 3.)
- III. osztályú Katonai Érdemkereszt hadiékítménnyel és kardokkal (1918. október 26.)
- Kormányzói Dicsérő Elismerés Magyar Koronás Bronzérem keskeny piros-fehér szegélyezésű sötét-smaragdzöld szalagon (katonai) 1935. március 13.
- Károly Csapatkereszt
- Sebesültek Érme egy középsávval
- Nemzetvédelmi Kereszt (1942. február 5.)
- Magyar Háborús Emlékérem a piros-fehér-zöld színű hadiérem szalagján a kardokkal és sisakkal díszítve
- II. A. osztályú Tiszti Szolgálati Jel (1942. augusztus 17-vel)
- Erdélyi Emlékérem (1941)

#### Külföldi kitüntetései
- Német Sasrend Érdemkereszt I. fokozat a kardokkal (1944. március 20., elfogadása és viselése 1944. július 27-én engedélyezve)
- osztrák Háborús Emlékérem
- bolgár Háborús Emlékérem

## Írásai (válogatás)
- Kiképzés a sötétségben (Magyar Katonai Szemle, 1932)
- Menetszállítás éjjel (Magyar Katonai Szemle, 1936)
- A cserkész kiképzése a sötétségben (Bethlen Gábor Irodalmi és Nyomdai Rt, 1938)
- Przemysl 1915 – Sztálingrád 1943 (Pesti Hírlap, 1943. május 12.)
- A bolsevizmus elleni háborús veszteségeink mikénti tagozása (Magyar Katonai Szemle, 1943)
- Megemlékezés J. Piller Gyurkáról (Magyarság, 1960. december 16.)